# Philipp III. (Hanau-Lichtenberg)
Philipp III. von Hanau-Lichtenberg (* 18. Oktober 1482; † 15. Mai 1538 in Buchsweiler, heute: Bouxwiller) war der dritte Graf von Hanau-Lichtenberg.

## Kindheit und Jugend
Philipp III. wurde als ältester Sohn von Graf Philipp II. von Hanau-Lichtenberg und Anna von Isenburg geboren. Er absolvierte ein Universitätsstudium.
| Ahnentafel des Grafen Philipp III. von Hanau-Lichtenberg | Ahnentafel des Grafen Philipp III. von Hanau-Lichtenberg                                  | Ahnentafel des Grafen Philipp III. von Hanau-Lichtenberg                                  | Ahnentafel des Grafen Philipp III. von Hanau-Lichtenberg                                                | Ahnentafel des Grafen Philipp III. von Hanau-Lichtenberg                                                | Ahnentafel des Grafen Philipp III. von Hanau-Lichtenberg | Ahnentafel des Grafen Philipp III. von Hanau-Lichtenberg |
| -------------------------------------------------------- | ----------------------------------------------------------------------------------------- | ----------------------------------------------------------------------------------------- | --- | --- | -------------------------------------------------------- | -------------------------------------------------------- |
| Urgroßeltern                                             | Reinhard II. von Hanau (* 1369; † 1451) ⚭ Katharina von Nassau-Beilstein (* ?; † 1459)    | Ludwig V. von Lichtenberg (* 1433; † 1471) ⚭ Elisabeth von Hohenlohe († 1488)             | Dietrich von Isenburg-Büdingen (* 1400; † 1461) ⚭ Elisabeth von Solms-Braunfels (* 1409; † 1450)        | Johann II. von Nassau-Wiesbaden-Idstein (* 1419; † 1480) ⚭ Maria von Nassau-Dillenburg (* 1418; † 1474) |                                                          |                                                          |
| Großeltern                                               | Philipp I. von Hanau-Lichtenberg (* 1417; † 1480) ⚭ Anna von Lichtenberg (* 1442; † 1474) | Philipp I. von Hanau-Lichtenberg (* 1417; † 1480) ⚭ Anna von Lichtenberg (* 1442; † 1474) | Ludwig II. von Isenburg-Büdingen (* 1422; † 1511) ⚭ Maria von Nassau-Wiesbaden-Idstein (* 1438; † 1480) | Ludwig II. von Isenburg-Büdingen (* 1422; † 1511) ⚭ Maria von Nassau-Wiesbaden-Idstein (* 1438; † 1480) |                                                          |                                                          |
| Eltern                                                   | Philipp II. von Hanau-Lichtenberg (* 1462; † 1504) ⚭ Anna von Isenburg-Büdingen († 1522)  | Philipp II. von Hanau-Lichtenberg (* 1462; † 1504) ⚭ Anna von Isenburg-Büdingen († 1522)  | Philipp II. von Hanau-Lichtenberg (* 1462; † 1504) ⚭ Anna von Isenburg-Büdingen († 1522)                | Philipp II. von Hanau-Lichtenberg (* 1462; † 1504) ⚭ Anna von Isenburg-Büdingen († 1522)                |                                                          |                                                          |
| Philipp III. von Hanau-Lichtenberg                       |                                                                                           |                                                                                           | | |                                                          |                                                          |

Zur Familie vgl. Hauptartikel: Hanau (Adelsgeschlecht)

## Familie

### Ehe und Nachkommen
Philipp III. heiratete am 24. Januar 1504 in Baden Markgräfin Sibylle von Baden-Sponheim (* 26. April 1485; † 10. Juli 1518), Tochter des Markgrafen Christoph I. von Baden-Sponheim. Sie brachte eine Mitgift von 5000 fl. in die Ehe ein. Aus dieser Ehe stammten:
1. Johanna (* 1507[3]; † 27. Januar 1572 auf Schloss Eberstein bei Gernsbach), verheiratet am 6. November 1522 mit Wilhelm IV. von Eberstein (* 3. Mai 1497; † 1. Juli 1562).
2. Christophora (* 1509; † 7. März 1582), seit November 1526 Nonne und später letzte Äbtissin des Klosters Marienborn, weltlich nach Auflösung des Klosters 1559.
3. Amalie (* 1512; † 5. Februar 1578), seit November 1526 Nonne im Kloster Marienborn, weltlich nach Auflösung des Klosters 1559, bestattet am 7. Februar 1578 in der Stadtkirche St. Nikolaus in Babenhausen.
4. Felicitas (* 5. März 1513; † November 1513)[4].
5. Philipp IV. (* 20. September 1514; † 19. Februar 1590).
6. Felicitas (* 1516; † nach 1559[5] in Babenhausen), seit November 1526 Nonne im Kloster Marienborn.

### Familie und territoriale Stabilität
Die Abfindung seiner jüngeren Brüder, Ludwig und Reinhard, erfolgte letztendlich ohne dass es zu einer Landesteilung kam. Ludwig erhielt 1513 zunächst das Amt Buchsweiler, später aber stattdessen eine Rente in Höhe von 500 fl. und das Recht, den Hanau-Lichtenberger Hof in Straßburg zu nutzen. Reinhard erhielt zwar Territorium zugewiesen, dieses fiel aber später an Philipp III. zurück.
Mit der Verwandtschaft aus dem Haus Zweibrücken-Bitsch kam es nach einer langen Auseinandersetzung zur Realteilung der Kondominate Willstätt und Brumath. Ersteres ging an Philipp III., letzteres an Zweibrücken-Bitsch.

## Regierung

### Das politische Erbe aus dem Landshuter Erbfolgekrieg
Noch vor seinem Regierungsantritt hatte sich Philipp III. im Landshuter Erbfolgekrieg 1503–1505 zwischen der Kurpfalz und Bayern zugunsten der später unterlegenen Kurpfalz und gegen seinen Vater engagiert, der neutral blieb. Landgraf Wilhelm II. von Hessen wurde vom römisch-deutschen König und späteren Kaiser Maximilian I. mit der Vollstreckung der Acht gegen die als Landfriedensbrecher eingestufte Kurpfalz und ihre Verbündeten beauftragt. Der ländliche Bereich des Amtes Babenhausen war bereits verwüstet, bevor es Philipp II. gelang, mit Hilfe Maximilians I. und der Tatsache, dass Babenhausen als böhmisches Lehen mittelbar dem Habsburger gehörte, den Feldzug gegen die eigenen Besitzungen einzudämmen. Die Tatsache, dass Philipp III. auf der falschen Seite gekämpft hatte, verübelte ihm Maximilian I. und Graf Philipp III. trat seine Regierung 1504 unter dem Bannspruch der Reichsacht an. Aufgrund der abschließenden Regelungen zum Landshuter Erbfolgekrieg auf dem Reichstag zu Köln 1505 musste er seinen halben Anteil am Kondominat Groß-Umstadt und die Burg Otzberg als Kompensation für deren Kriegskosten an die Landgrafschaft Hessen abtreten. Damit war die Situation wieder beruhigt und er empfing 1506 das Amt Babenhausen als Lehen von König Maximilian I., er erhielt sogar in der Folge den Titel eines kaiserlichen Rates. Seine Verluste aus dem Landshuter Erbfolgekrieg kompensierten ihm die Kurpfalz und Hessen nach fast zwei Jahrzehnten teilweise mit der Abtretung von Herrschaftsrechten in Kleestadt und Langstadt sowie einer Zahlung von 16.000 fl. im Jahr 1521. Insgesamt war Philipp III. so recht glimpflich aus der Affäre gekommen. Eine Versöhnungsgeste seitens Kaiser Maximilian I. war sicher auch dessen Besuch der Adelphus-Reliquien in St. Adelphus-Kirche in Neuweiler 1507, einen Besuch, den der Kaiser 1516 wiederholte.

### Reformation
Unter der Regierung des Grafen Philipp III. fasste in der Grafschaft Hanau-Lichtenberg ab 1525 langsam die Reformation Fuß. So wurde das Seelenamt verboten. Andererseits verwies er Johannes Anglicus, der die neue Lehre in seiner Grafschaft verbreitete, des Landes. Philipp III. war hier wegen der politischen Folgen sehr vorsichtig. Dazu zählte die revolutionäre Sprengkraft hinsichtlich der Bauern, außenpolitische Rücksichtnahme in Hinsicht auf das Erzbistum Mainz, seine Aversion gegen das bürgerliche, evangelische Straßburg und seine der hergebrachten Frömmigkeit kompromisslos ergebene Frau.

### Bauernkrieg
In die Regierungszeit Philipps III. fällt auch der Bauernkrieg. Die Hanau-Lichtenberger Untertanen waren schließlich umfangreich daran beteiligt, vereinzelt auch schon bei der Bundschuh-Bewegung 1517. Dieser Aufstand wurde jedoch, bevor er voll ausbrach, niedergeschlagen. Die Hanau-Lichtenberger Untertanen wurden von den Landesherren schon seit einiger Zeit zunehmend zu Abgaben und Lasten herangezogen, bis an die Belastungsgrenze und für einige auch darüber hinaus. 1525 brach im Gebiet des Oberrheins eine massenhafte Aufstandsbewegung aus. Philipp III. nutzte die aufkommenden Unruhen, um gemeinsam mit den Bauern am 19. April 1525 die Abtei Neuweiler zu überfallen und zu plündern. Gleichzeitig informierte er den Rat der Stadt Straßburg über den Vorfall, behauptete aber sich gegen die Bauern nicht habe durchsetzen zu können. Die Bauern machten sich die Zwölf Artikel der schwäbischen Bauernschaft zu eigen. Am 20. April 1525 wurden sie vor den beim Kloster Neuburg versammelten Bauern bekannt gemacht und wenige Tage später auch in den hanau-lichtenberger Besitzungen rechts des Rheins verbreitet. Damit entglitt die Situation Graf Philipp III., spätestens aber, als die Bauern am 6. Mai 1525 sein eigenes Schloss in Buchsweiler plünderten und einen Schaden von 10.000 fl. anrichteten. Mit Hilfe benachbarter Mächte, unter anderem des Herzogs Anton II. von Lothringen und der Grafen von Zweibrücken-Bitsch, kam es im Sommer zu einer Reihe von militärischen Siegen über die Bauern.  Nach dem endgültigen Sieg Graf Philipps III. unterwarfen sich am 1. Dezember 1525 die 18 Gemeinden des Amtes Buchsweiler wieder Philipp III. Hohe Geldstrafen wurden ausgesprochen, ein neuer Treueeid war zu leisten, auf Waffen mussten die Bauern künftig verzichten, ein Versammlungsverbot wurde ausgesprochen.

### Die Affäre Berwangen
Wegen der Tötung eines seiner eigenen Beamten, Albrecht von Berwangen, der sich wegen ausstehender Zahlung seines Gehaltes abgesetzt hatte, musste er sich vor Reichshofrat und Reichskammergericht verantworten. Philipp III. plädierte auf Notwehr – nicht sehr glaubwürdig aufgrund des verstümmelten Zustandes der Leiche. Schließlich musste er eine Buße von 500 fl. zahlen. Das aber war dem Bruder des Getöteten nicht ausreichend. Er befehdete den Grafen im Bündnis mit Franz von Sickingen und plünderte das hanau-lichtenbergische Dorf Duntzenheim.

### Reich
Philipp III. nahm an den Reichstagen in Worms 1521, Speyer 1526 und Regensburg 1532 teil. Er war kaiserlicher Rat auch Kaiser Karls V. und weiterhin Rat des Erzherzogs Ferdinand, des Kurfürsten der Pfalz und des Herzogs von Württemberg.
Auch mit der Stadt Straßburg lag Philipp III. in langwährendem Streit, ein Konflikt, der sich aus gegensätzlichen Interessen in den Bereichen Wirtschaft, Religion und Politik nährte.

### Innenpolitik
1527 stiftete Philipp III. ein Spital in Buchsweiler, das zu seinem Unterhalt mit einem „Dotationsfonds“ ausgestattet wurde. Daraus entwickelte sich im Laufe der Jahre eine Bank, die größte der Grafschaft.

## Tod

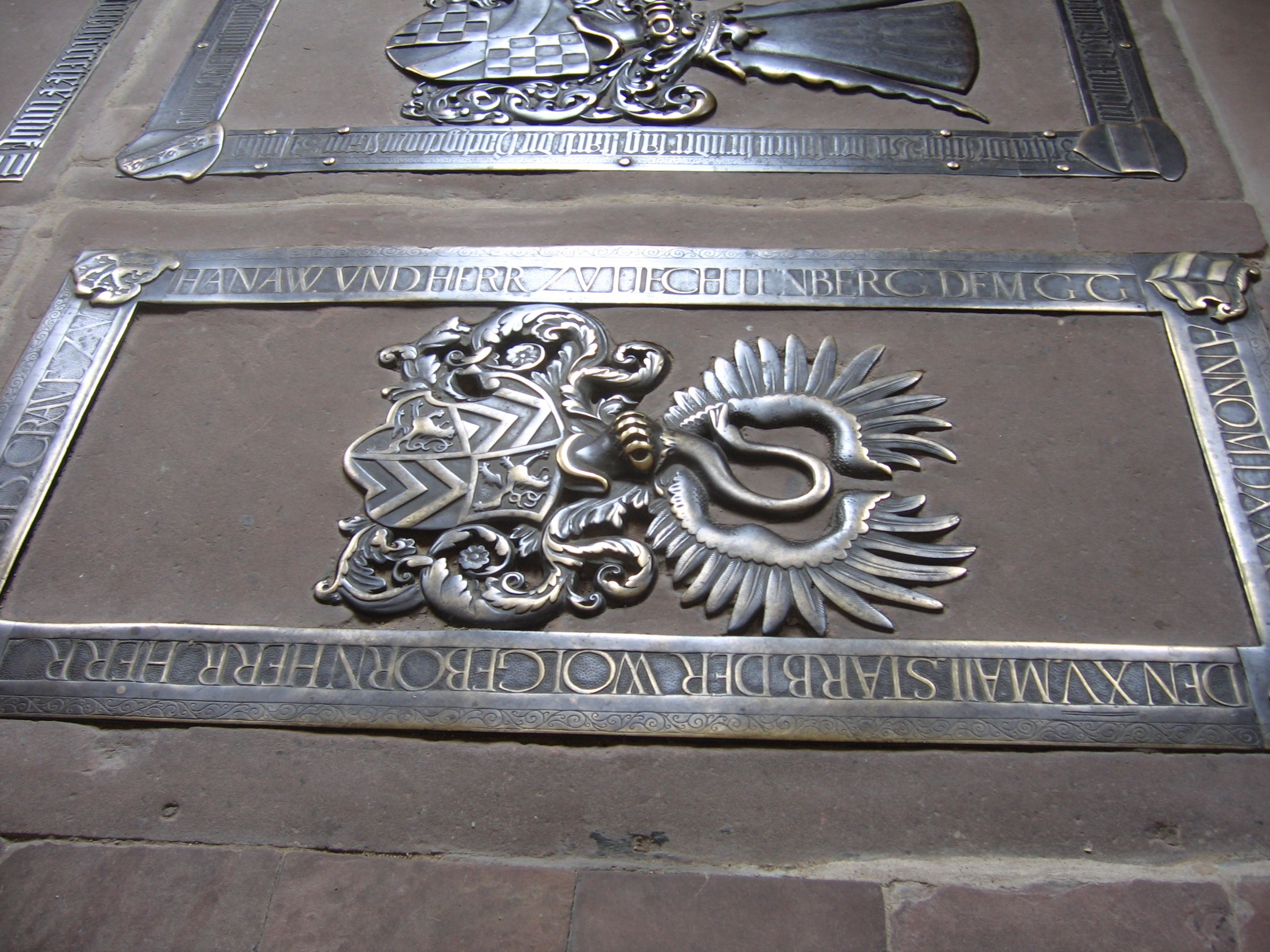
Grabplatte von Philipp III. von Hanau-Lichtenberg in der Stadtkirche Babenhausen (Hessen)

Schon einige Jahre vor seinem Tod erkrankte Philipp III. und übergab die Regierungsgeschäfte an seinen Nachfolger, Philipp IV.
Philipp III. starb am 15. Mai 1538 in Buchsweiler und wurde im Familienbegräbnis in der Stadtkirche St. Nikolaus in Babenhausen beigesetzt. Die Grabplatte ist in der Kirche und ein Totenschild ist im Schlossmuseum Darmstadt erhalten.